# Parahormius leucopterae
Parahormius leucopterae är en stekelart som beskrevs av Nixon 1940. Parahormius leucopterae ingår i släktet Parahormius och familjen bracksteklar. Inga underarter finns listade i Catalogue of Life.